# Чемпионат Европы по летнему биатлону 2007

Эмблема турнира

Открытый чемпионат Европы по летнему биатлону 2007 прошёл в украинском Тисовце, в одноимённом спортивном комплексе с 14 по 19 августа 2007 года. Было разыграно 10 комплектов медалей (5 — взрослые и 5 — юниоры).

## Расписание
| Дата            | Время (UTC+3) | Гонка                              | Категория участников |
| --------------- | ------------- | ---------------------------------- | -------------------- |
| 16 августа 2007 | 10:30:00      | Спринт 4 км, мужчины               | взрослые             |
| 16 августа 2007 | 10:45:00      | Спринт 4 км, мужчины               | юниоры               |
| 16 августа 2007 | 12:45:00      | Спринт 3 км, женщины               | взрослые             |
| 16 августа 2007 | 12:52:00      | Спринт 3 км, женщины               | юниоры               |
| 17 августа 2007 | 10:30:00      | Масс-старт 6 км, мужчины           | взрослые             |
| 17 августа 2007 | 11:10:00      | Масс-старт 6 км, мужчины           | юниоры               |
| 17 августа 2007 | 12:45:00      | Масс-старт 5 км, женщины           | взрослые             |
| 17 августа 2007 | 13:30:00      | Масс-старт 5 км, женщины           | юниоры               |
| 18 августа 2007 | 10:30:00      | Смешанная эстафета 2×3 км + 2×4 км | взрослые             |
| 18 августа 2007 | 10:31:00      | Смешанная эстафета 2×3 км + 2×4 км | юниоры               |

## Призёры

### Взрослые
| Гонка:                                             | Золото:                                                                                | Время                                                 | Серебро:                                                                         | Время                                    | Бронза:                                                                    | Время                                               |
| Спринт, 4 км мужчины 16 августа 2007               | Иван Богданов · Россия                                                                 | 14.59,9 (0+1)                                         | Алексей Катренко · Россия                                                        | +5,9 (1+2)                               | Олег Бережной · Украина                                                    | +21,0 (1+0)                                         |
| Масс-старт, 6 км мужчины 17 августа 2007           | Алексей Ковязин · Россия                                                               | 24.03,8 (0+0+2+1)                                     | Александр Беланенко · Украина                                                    | +11,8 (0+2+1+1)                          | Иван Богданов · Россия                                                     | +17,5 (0+1+2+3)                                     |
| Спринт, 3 км женщины 16 августа 2007               | Наталья Соловьёва · Россия                                                             | 13.21,0 (1+2)                                         | Светлана Крикончук · Украина                                                     | +17,3 (2+1)                              | Ольга Бурова · Россия                                                      | +36,3 (0+3)                                         |
| Масс-старт, 5 км женщины 17 августа 2007           | Светлана Крикончук · Украина                                                           | 24.38,9 (2+1+1+0)                                     | Наталья Соловьёва · Россия                                                       | +22,3 (1+1+2+4)                          | Людмила Писаренко · Украина                                                | +34,7 (1+1+1+0)                                     |
| Смешанная эстафета 2×3 км + 2×4 км 18 августа 2007 | Украина · Светлана Крикончук · Людмила Писаренко · Олег Бережной · Александр Беланенко | 1:00.45,2 (0+2)(0+1) (1+3)(0+1) (0+2)(0+3) (0+0)(0+3) | Россия · Евгения Михайлова · Наталья Соловьёва · Иван Богданов · Алексей Ковязин | +1.13,5 (0+0)(1+3) (1+3)(1+3) (0+0)(0+1) | Чехия · Павла Матьяшова · Михаэла Балаткова · Любош Шорный · Павел Суханек | +2.16,8 (0+2)(1+3) (0+0)(0+2) (0+2)(0+3) (1+3)(1+3) |

### Юниоры
| Гонка:                                             | Золото:                                                                     | Время                                                 | Серебро:                                                                    | Время                                               | Бронза:                                                                 | Время                                               |
| Спринт, 4 км мужчины 16 августа 2007               | Андрей Возняк · Украина                                                     | 15.57,6 (0+1)                                         | Максим Адиев · Россия                                                       | +6,6 (2+1)                                          | Ринат Гилазов · Россия                                                  | +9,9 (1+3)                                          |
| Масс-старт, 6 км мужчины 17 августа 2007           | Андрей Возняк · Украина                                                     | 24.40,7 (1+0+1+2)                                     | Максим Адиев · Россия                                                       | +14,4 (2+1+1+2)                                     | Ринат Гилазов · Россия                                                  | +33,8 (2+3+2+0)                                     |
| Спринт, 3 км женщины 16 августа 2007               | Ольга Пчёлкина · Россия                                                     | 14.01,1 (1+2)                                         | Мартина Дармова · Словакия                                                  | +11,8 (0+1)                                         | Татьяна Белкина · Россия                                                | +27,8 (1+4)                                         |
| Масс-старт, 5 км женщины 17 августа 2007           | Валентина Семеренко · Украина                                               | 25.30,9 (0+2+0+1)                                     | Светлана Перминова · Россия                                                 | +9,9 (1+1+0+0)                                      | Юлия Капуста · Украина                                                  | +16,4 (0+1+3+1)                                     |
| Смешанная эстафета 2×3 км + 2×4 км 18 августа 2007 | Украина · Валентина Семеренко · Юлия Капуста · Андрей Богай · Андрей Возняк | 1:03.32,8 (1+3)(0+2) (0+1)(0+3) (0+2)(0+2) (0+1)(0+3) | Россия · Светлана Перминова · Ольга Пчёлкина · Ринат Гилазов · Максим Адиев | +1.07,1 (0+2)(1+3) (0+2)(0+3) (1+3)(0+2) (0+2)(1+3) | Польша · Ирена Букацкая · Камила Черняк · Томаш Пуда · Адриан Мацюлевич | +2.35,6 (0+1)(0+1) (2+3)(0+2) (0+3)(0+2) (0+2)(0+3) |

## Медальный зачёт

### Общий
| Место | Страна   | Gold medal icon.svg | Silver medal icon.svg | Bronze medal icon.svg | Всего |
| ----- | -------- | ------------------- | --------------------- | --------------------- | ----- |
| 1     | Украина  | 6                   | 2                     | 3                     | 11    |
| 2     | Россия   | 4                   | 7                     | 5                     | 16    |
| 3     | Словакия | 0                   | 1                     | 0                     | 1     |
| 4     | Чехия    | 0                   | 0                     | 1                     | 1     |
| 4     | Польша   | 0                   | 0                     | 1                     | 1     |

### Взрослые
| Место | Страна  | Gold medal icon.svg | Silver medal icon.svg | Bronze medal icon.svg | Всего |
| ----- | ------- | ------------------- | --------------------- | --------------------- | ----- |
| 1     | Россия  | 3                   | 3                     | 2                     | 8     |
| 2     | Украина | 2                   | 2                     | 2                     | 6     |
| 3     | Чехия   | 0                   | 0                     | 1                     | 1     |

### Юниоры
| Место | Страна   | Gold medal icon.svg | Silver medal icon.svg | Bronze medal icon.svg | Всего |
| ----- | -------- | ------------------- | --------------------- | --------------------- | ----- |
| 1     | Украина  | 4                   | 0                     | 1                     | 5     |
| 2     | Россия   | 1                   | 4                     | 3                     | 8     |
| 3     | Словакия | 0                   | 1                     | 0                     | 1     |
| 4     | Польша   | 0                   | 0                     | 1                     | 1     |